# Operação Kratos
A expressão Operação Kratos designa um conjunto de táticas desenvolvidas pela Polícia Metropolitana de Londres (conhecida como Met) para lidar com suspeitos de terrorismo suicida. O aspecto mais notável da Operação Kratos é a orientação de atirar na cabeça do suspeito, sem aviso prévio.
Foi desenvolvida pouco depois dos ataques de 11 de setembro de 2001, parcialmente com base em consultas a agências de Israel e do  Sri Lanka. Uma equipe da Polícia Metropolitana visitou Israel, Sri Lanka e Rússia, para conhecer a experiência desses países em ataques suicidas. Cientistas do governo britânico também foram consultados.
Pouco se sabia sobre essas táticas até que o eletricista brasileiro Jean Charles de Menezes foi morto por engano pela polícia londrina, em 22 de julho de 2005, pouco depois dos ataques ao sistema de transportes de Londres.
O nome "Operação Kratos" não é mais usado pela Polícia Metropolitana embora táticas similares ainda sejam aplicadas.